# Versiprosa
Versiprosa (ou Versiprosa: crônica da vida cotidiana e de algumas miragens) é um livro de 1967, que reúne crônicas do autor brasileiro Carlos Drummond de Andrade que foram originalmente publicadas para os jornais cariocas Correio da Manhã, Jornal do Brasil e, numa quantidade menor, O Mundo Ilustrado entre 1950 e 1970. Nessas crônicas, Drummond reflete sobre a realidade do seu tempo e de sua vida. Drummond ganhou o Prêmio Jabuti de poesia por essa obra.

## Características
Versiprosa carrega o subtítulo "Crônica da vida cotidiana e de algumas miragens", que pode sugerir a existência de crônicas sintonizadas com o tempo em que se encontrava, assim como crônicas com teor imaginativo.
A linguagem utilizada por Drummond é, por muitas vezes, coloquial e mistura a linguagem objetiva com a subjetiva. A obra dissolve os limites de crônica e conversa com o meio jornalístico e o poético, relatando e registrando o cotidiano dos anos 1950 a 1970 com cunho crítico e reflexivo. Assim, o autor discute os conceitos sobre prosa e poesia, e por isso, decide nomear a coletânea com uma palavra não dicionarizada.
Há, na obra, a reprodução da estrutura poética de Cartas Chilenas de 1788, livro escrito por Tomás António Gonzaga, assim como apresenta semelhanças como o uso de expressões e interrogativas diretas que aproximam o leitor do texto, estabelecendo, com ele, um diálogo. Em Versiprosa, Carlos Drummond de Andrade estabelece um diálogo rítmico e imaginativo com o leitor e funde a subjetividade com a imparcialidade numa mesma escrita, conciliando elementos de tradição e modernidade, de nacionalismo com universalismo nesse gênero híbrido.
Desse modo, a obra pretende fazer o leitor refletir acerca do mundo através da crítica e da ironia (que dependem do sentido atribuído pelo leitor, da interferência entre o explícito e o implícito) quanto a determinados fatos e personalidades, citando acontecimentos políticos brasileiros, fazendo menção à ditadura militar brasileira. A mescla de gêneros literários auxilia nessa proximidade leitor-autor.

## Prêmios e reconhecimento
Versiprosa recebeu o Prêmio Jabuti - Poesia de 1968, o que deu a Carlos Drummond de Andrade sua primeira vitória na categoria e a única enquanto estava vivo. Após sua morte, em 1987, recebeu o mesmo prêmio, em 1993, por O Amor Natural e, em 1997, por Farewell.